# Manuel Candamo
Manuel Cándamo Iriarte (Lima, 14 luglio 1841 – Arequipa, 7 maggio 1904) è stato un politico peruviano.

## Attività politica
È stato Presidente del Perù dal 20 marzo all'8 settembre 1895 e dall'8 settembre 1903 al 7 maggio 1904.